# Сунифред (епископ Нарбона)
Сунифред (лат. Sunifredus; умер не ранее 689) — епископ Нарбона в 680-х годах.

## Биография
О происхождении и ранних годах жизни Сунифреда сведений в исторических источниках не сохранилось. Первые свидетельства о нём датируются 683 годом, когда он уже был главой Нарбонской митрополии. Не известно когда он занял епископский престол. Предыдущим нарбонским епископом, упоминаемым в источниках, был Аргебад, занимавший кафедру в 673 году во время восстания герцога Септимании Павла против вестготского короля Вамбы.

Вестготское королевство в 586—711 годах

В 680-х годах в Вестготском королевстве прошли несколько церковных соборов. На Тринадцатый Толедский собор 683 года и Четырнадцатый Толедский собор 684 года Сунифред посылал своих представителей. В первом случае это был аббат Пакат, во втором — аббат Иоанн. На Четырнадцатом Толедском соборе были зачитаны каноны, принятые в 680—681 годах на Третьем Константинопольском соборе. По повелению короля Эрвига каноничность этих актов должны были подтвердить поместные соборы митрополий Вестготского королевства. Исполняя волю монарха, Сунифред в том же 684 году созвал в Нарбоне синод, на котором каноны Третьего Константинопольского собора были одобрены. В работе состоявшегося в 688 году в Толедо Пятнадцатого собора Сунифред принимал уже личное участие.
По свидетельству соборных актов VII века, в то время в Нарбонскую митрополию, кроме собственно Нарбонской епархии, входили Эльнская, Каркасонская, Безьеская, Лодевская, Агдская, Магелонская и Нимская епархии.
До наших дней дошла дарственная хартия, которую получил в 688 году епископ Сунифред для своей епархии. Также сохранилось послание, направленное в 689 году Сунифреду епископом Идалием Барселонским. В нём глава Барселонской епархии просил Сунифреда содействовать распространению среди суффраганов Нарбонской митрополии трактата Юлиана Толедского «Prognosticon futuri sæculi», представлявшего собой сборник изречений Отцов Церкви.
О дальнейшей судьбе Сунифреда ничего не известно. В 719 или 720 году Нарбон был завоёван маврами. Это привело к тому, что за период с конца VII века по вторую половину VIII века не сохранилось ни одного свидетельства о носителях епископской власти в Нарбонской епархии. По одним данным, следующим после Сунифреда известным нарбонским епископом был Ариберт, по другим — Даниэль. Время деятельности обоих этих лиц относится к 760-м годам, то есть уже к периоду после включения Нарбона в состав Франкского государства.